# Principat de Catalunya (goélette)
Pour la principauté, voir Principauté de Catalogne.
Pour les articles homonymes, voir Caldentey.
Le Principat de Catalunya ou Miguel Caldentey est une goélette type « pailebot » construit de 1913 à 1916 dans un chantier naval de Palma de Majorque aux Îles Baléares.

En cours de restauration après avoir été renfloué d'une vasière où il était à l'abandon. 
Le Principat de Catalunya fait l’objet d’un classement au titre objet des monuments historiques depuis le 10 février 1988.
Le Principat de Catalunya a le label BIP (Bateau d'Intérêt Patrimonial) de la Fondation du patrimoine maritime et fluvial.

## Histoire
Il fut construit comme navire de charge pour un minotier de Capdepera Don Miguel Caldentey Ginard.
La goélette est lancée le 16 août 1916 sous le nom de Miguel Caldentey pour être affectée au commerce avec l'Amérique du Sud. Mais la concurrence des bateaux à vapeur la relègue vite au cabotage en mer Méditerranée avec les ports français de Sète, Marseille et Port-Vendres.
Le voilier est motorisé en 1936 et continue le transport d'agrumes, d'amandes et de farine jusqu’en 1972.
En 1973 la Compagnie méditerranéenne des goélettes rachète le bateau. Il est francisé sous le nom de Llevantina et subit quelques transformations pour devenir un voilier de croisières. Mais la société s'en sépare dès 1974 en le revendant à la municipalité de Canet-en-Roussillon qui veut en faire le siège social du Yacht Club de Canet.
Par manque d'entretien, la goélette, qui a subi d'autres transformations, se dégrade. Après son classement au titre des monuments historiques en 1988, une première tempête l'endommage. Une première tranche de travaux de restauration est entreprise en 1994 pour la protection de la coque. Les années passent et le bateau tombe dans l'oubli au fond du port de Canet.
En 1999, une seconde tempête le coule et il est tiré dans une vasière de l'arrière-port. Après expertises diverses, la commune de Port-Vendres se porte acquéreur de l'épave et la fait renflouer pour entreprendre sa restauration en 2007.

## Restauration
C'est le Centre Permanent d'Initiatives pour l'Environnement (CPEI du Narbonnais)  qui assurera ce chantier de restauration sur une période d'au moins 6 ans.
Elle s'effectuera dans le cadre d'un chantier insertion en charpenterie de marine débutant en 2008 au chantier naval proche de l'écluse de Mandirac à Narbonne.
Une structure juridique a été créée en mars 2008, le Syndicat à vocation unique SIVU du Pailebot Miguel Caldentey qui assure un partenariat entre les communes propriétaires (Port-Vendres, Argelès-sur-Mer et Banyuls-sur-Mer), le Conservatoire Maritime et Fluvial des Pays Narbonnais et le CPIE du Narbonnais.

## Avenir
À l'issue de cette restauration dans le cadre d'un Plan Local d'Insertion par l'Économie (PLIE) avec la ville de Narbonne, le Miguel Caldentey rejoindra son port d'attache de Port-Vendres par la mer. 
Comme son sister-ship à trois-mâts la Santa Eulàlia, conservée par le Musée Maritime de Barcelone, la goélette deviendra un navire-école.